# São Gregório VII (título cardinalício)
São Gregório VII (em latim: Sancti Gregorii VII) é um título cardinalício que foi instituído pelo Papa Paulo VI em 29 de abril de 1969. A igreja titular deste título é San Gregorio VII, no quartiere Aurelio de Roma.

## Titulares
- Eugênio de Araújo Sales (1969 - 2012)
- Baselios Cleemis Thottunkal (2012 -)